# Obserwatorium w Sydney
Obserwatorium w Sydney (ang. Sydney Observatory) – zabytkowe australijskie obserwatorium astronomiczne i stacja meteorologiczna położone na wzgórzu Observatory Hill w dzielnicy Miller Points w pobliżu Central Business District w Sydney. Aktualnie placówka edukacyjna i muzealna umozliwiająca obserwacje nieba za pomocą nowoczesnych i historycznych teleskopów. 

## Historia
Zbudowana w 1850 roku jako wieża z kulą czasu sygnalizującą określoną godzinę dnia. W latach 80. XIX wieku wykonano z niej pierwsze zdjęcia nieba na południowej półkuli.